# Lui chez le grand couturier

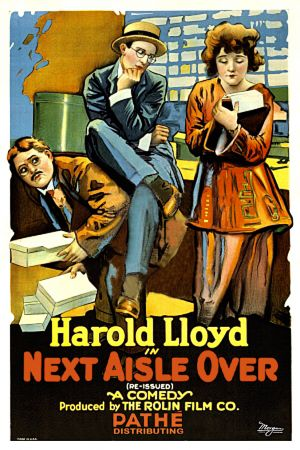
Affiche du film.

Lui chez le grand couturier (Next Aisle Over) est un film américain réalisé par H. M. Walker, produit par Hal Roach et sorti en 1919.

## Synopsis
Bebe travaille comme vendeuse dans un grand magasin. Harold est son petit ami. Lorsqu'il arrive au magasin pour vendre des échantillons des produits de sa société, il se confronte au directeur. Bebe le tire temporairement d'affaire en disant qu'il est le nouveau vendeur de chaussures. Harold crée du désordre en essayant de vendre des chaussures à différents clients. Harold finit par contrecarrer trois escrocs qui avaient l'intention d'empoisonner le personnel et d'enlever Bebe.

## Fiche technique
- Titre original : Next Aisle Over
- Réalisation : H. M. Walker
- Producteur : Hal Roach
- Photographie :
- Durée : 1 bobine[1]
- Date de sortie :
  - États-Unis : 30 mars 1919

## Distribution
- Harold Lloyd
- Snub Pollard
- Bebe Daniels
- Sammy Brooks
- Billy Fay
- William Gillespie
- Lew Harvey
- Wallace Howe
- Margaret Joslin
- William Petterson
- Dorothea Wolbert